# شزندرية
الفصيلة الشزندرية فصيلة السَّوْسَلِيَّات (الاسم العلمي: Schisandraceae) هي الفصيلة نباتية تتبع رتبة الأستربيليات من صف الثنائيات الفلقة.
تضم هذه الفصيلة 3 أجناس نباتية هي الشزندرة والليسوم والكدسورة. وتضم هذه الأجناس ما مجموعه 71 نوعاً نباتياً. وقد ذهب بعض خبراء التصنيف إلى جعل نوع الليسوم في فصيلة مستقلة إسمها فصيلة الليسومية.
والشزندرة تسمى بالصينية الصين وو وي تسي وتعني (التوت ذو النكهات الخمس).